# Euxoamorpha ingoufii
Euxoamorpha ingoufii là một loài bướm đêm thuộc họ Noctuidae. Nó được tìm thấy ở vùng Magallanes và Antartica Chilena của Chile và Santa Cruz in Argentina.
Sải cánh dài khoảng 33 mm. Con trưởng thành bay từ tháng 11 đến tháng 2.